# Elske Hildebrandt
Elske Hildebrandt (* 13. Februar 1974 in Ost-Berlin) ist eine deutsche Politikerin (SPD). Sie ist seit 2019 Mitglied im Landtag Brandenburg.

## Leben
Elske Hildebrandt ist eine Tochter der SPD-Politikerin Regine Hildebrandt und des Verlagslektors Jörg Hildebrandt. Nach dem Abitur studierte sie ab 1993 an der Humboldt-Universität zu Berlin Anglistik, Griechisch und Klassische Archäologie sowie Ur- und Frühgeschichte mit Magisterabschluss. Bis 2006 war sie als wissenschaftliche Mitarbeiterin an der Universität tätig. Danach war sie bis 2012 bei einer Firma für archäologische Grabungen angestellt. Seitdem ist sie in verschiedenen pädagogischen und Beratungsprojekten aktiv. Sie ist verheiratet und hat zwei Söhne.

## Politik
Der SPD gehört Hildebrandt seit 2016 an. Bei den Kommunalwahlen in Brandenburg 2019 erhielt sie einen Sitz in der Gemeindevertretung von Woltersdorf (bei Berlin). Bei der Landtagswahl in Brandenburg 2019 zog sie über das Direktmandat im Wahlkreis Märkisch-Oderland II in den Landtag ein. In der 7. Wahlperiode war sie Sprecherin für Frauen- und Gleichstellungspolitik, Frühkindliche Bildung, Wissenschafts- und Forschungspolitik der SPD-Fraktion. Bei der Landtagswahl 2024 verlor sie das Direktmandat im Wahlkreis Märkisch-Oderland II an Erik Pardeik (AfD), zog jedoch über die Landesliste erneut in den Landtag ein. 